# Liste des longs métrages irakiens proposés à l'Oscar du meilleur film international
Cet article présente la liste des longs métrages irakiens proposés à l'Oscar du meilleur film international.

## Films proposés par l'Irak
| Année (Cérémonie) | Titre français          | Titre original          | Langue(s)               | Réalisateur                  | Résultat  |
| ----------------- | ----------------------- | ----------------------- | ----------------------- | ---------------------------- | --------- |
| 2006 (78e)        | Marsiyeh barf (ckb)     | Marsiyeh barf (ckb)     | kurde                   | Jamil Rostami (fa)           | Non nommé |
| 2007 (79e)        | Ahlaam (ar)             | أحلام                   | arabe                   | Mohamed Al-Daradji (ar)      | Non nommé |
| 2008 (80e)        | Jani Gal (ckb)          | ژانی گەل                | sorani                  | Jamil Rostami (fa)           | Non nommé |
| 2011 (83e)        | Son of Babylon          | ابن بابل                | arabe                   | Mohamed Al-Daradji (ar)      | Non nommé |
| 2015 (87e)        | Mardan (ckb)            | مەردان                  | sorani                  | Batin Ghobadi                | Non nommé |
| 2016 (88e)        | Bîranînen li ser kevirî | Bîranînen li ser kevirî | kurde                   | Shawkat Amin Korki           | Non nommé |
| 2017 (89e)        | El clásico (ckb)        | ئێل کلاسیکۆ             | sorani                  | Halkawt Mustafa (ckb)        | Non nommé |
| 2018 (90e)        | Reseba (ar)             | العاصفة السوداء         | arabe, sorani           | Hussein Hassan               | Non nommé |
| 2019 (91e)        | Baghdad Station         | الرحلة                  | arabe                   | Mohamed Al-Daradji (ar)      | Non nommé |
| 2022 (94e)        | Europa (gl)             | أوروبا                  | arabe, bulgare, anglais | Haider Rashid                | Non nommé |
| 2023 (95e)        | Ezimûn (ckb)            | ئەزموون                 | sorani                  | Shawkat Amin Korki           | Non nommé |
| 2024 (96e)        | Janain mualaqa (ar)     | جنائن معلقة             | arabe                   | Ahmed Yassin Al Daradji (es) | Non nommé |
| 2025 (97e)        | Baghdad Messi           | ميسي بغداد              | arabe, kurde            | Sahim Omar Kalifa            | Non nommé |